# Oltu
Oltu (en géorgien: ოლთისი  Oltisi, en kurde : Oltî, en russe : Олти Olti) est un chef-lieu de district de la province d'Erzurum en Turquie.

## Population
| Année    | 1990   | 1997   | 2000   | 2007   | 2009   |
| -------- | ------ | ------ | ------ | ------ | ------ |
| Ville    | 21 817 | 29 701 | 23 064 | 20 162 | 18 543 |
| District |        |        |        | 32 192 |        |

En 2007, le district comptait 32 192 habitants pour une superficie de 1 380 km2 soit une densité de 23,3 hab./km2 .

## Histoire
Au VIIe siècle, la région d'Oltu fait partie des possessions de la dynastie arménienne des Mamikonian. En 1000, toute la région du Tayk est léguée par son dernier prince, David de Tayk, à l'empereur byzantin Basile II.
En 1071, après la défaite des armées byzantines contre les Seldjoukides à la bataille de Manzikert, la plus grande partie de l'Anatolie passe sous le contrôle du sultan Alp Arslan puis de Süleyman Chah premier sultan seljoukide de Roum. Dès 1080, Ebul Kasim Saltuk (Abû al-Qâsim Saltûq) est installé comme bey au service des Seldjoukides avec comme capitale Erzurum. À la mort de Süleyman Chah en 1086, le sultanat de Roum est gouverné par le régent Ebul Kasim, jusqu’à la libération de Kiliç Arslan à la fin de l'année 1092, il était retenu prisonnier par Tutuş émir seldjoukide de Syrie depuis 1085. Ebul Kasim fonde la dynastie des Saltukides à Erzurum. Ses successeurs vont agrandir leur territoire aux dépens des Géorgiens : ils conquièrent Bayburt, Oltu, Trabzon, İspir, et Tercan. Le sultan de Roum Süleyman II (1197-1204) prend possession du beylicat en 1202. Des Saltukides restent sous la suzeraineté des Seldjoukides jusque vers 1230 quand Kay Qubadh Ier (1220-1237) annexe complètement ce territoire.
La région est conquise par les Ottomans pendant la guerre ottomano-persane de 1578-1590. Elle est rattachée à une province ottomane, l'eyalet de Tchildir. Oltu est la résidence du pacha de 1829 à 1845 avant d'être rattachée à la province de Kars.
Le traité de San Stefano (3 mars 1878) est imposé par la Russie à l'Empire ottoman grâce à ses victoires dans la guerre russo-turque de 1877-1878. La Russie reçoit des portions de territoire de l'Empire ottoman peuplés de Géorgiens et d'Arméniens : Ardahan, Artvin, Batoumi, Kars, Oltu et Bayazet. 
Jusqu'en 1917 et la révolution bolchevique, la région est sous le contrôle des Arméniens. 
En 1918, l'Empire ottoman reprend possession de la région et les Arméniens sont expulsés (25 mars 1918). Cette date est célébrée par les Turcs comme la date de la « libération de la ville ». 
En 1920, Oltu est le théâtre d'affrontements (bataille d'Oltu (en)) entre la République socialiste soviétique d'Arménie et la Turquie. L'armée turque en sort victorieuse.
En 1923, le gouvernement turc signe avec l'URSS le traité de Kars, par lequel les Soviétiques rendent à la Turquie des territoires attribués à la Russie par le traité de San Stefano en 1878, peuplé de Lazes, de Meskhètes et d'Arméniens. La majeure partie des Arméniens émigrent et ils sont remplacés par des Turcs et des Kurdes.

## Pierre d'Oltu
La pierre d'Oltu, dont on se sert en bijouterie, est une sorte de jais exploité dans la région et travaillée à Erzurum sous le nom d'ambre noir ou d'ambre d'Erzurum.